# Ciboulette (opérette)
Pour les articles homonymes, voir Ciboulette.

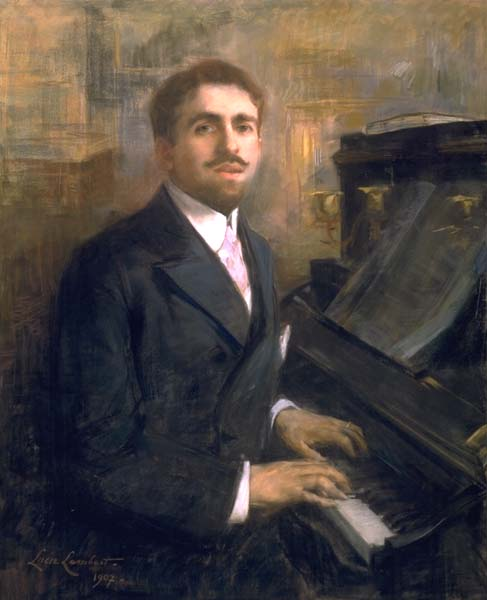
Reynaldo Hahn

Ciboulette est une opérette en trois actes de Reynaldo Hahn, sur un livret de Robert de Flers et Francis de Croisset, créée le 7 avril 1923 au théâtre des Variétés à Paris.

## Argument
En 1867 à Paris, une jeune maraîchère, Ciboulette, se fait prédire un magnifique mariage, mais la prédiction ne peut se réaliser que dans des circonstances farfelues. Elle rencontre un riche jeune homme, Antonin de Mourmelon. Elle le rencontre à nouveau, dans les circonstances décrites, mais Antonin la quitte pour une ancienne maîtresse, Zénobie. Présentée au compositeur Olivier Métra, Ciboulette devient ensuite une chanteuse vedette sous le nom de Conchita Ciboulero. Elle finit par épouser Antonin de Mourmelon.

## Distribution à la création[1]
- Edmée Favart : Ciboulette
- Henry Defreyn : Antonin
- Jean Périer : Duparquet
- Pauley : le père Grenu
- René Koval : Olivier Métra
- Jeanne Perriat : Zénobie
- Madeleine Guitty : Madame Pingret
- Jeanne Loury : la mère Grenu
- Jean Calain : Roger
- Luce Fabiole : la comtesse de Castiglione

-- Distribution en 2013 Opéra comique
- Accentus
- Orchestre symphonique de l’Opéra de Toulon
- Laurence Equilbey, direction musicale et collaboration artistique
- Michel Fau, mise en scène

## Arrangements
Reynaldo Hahn sélectionna des extraits de son opérette pour composer une « fantaisie-sélection » pour orchestre avec piano conducteur. Cette fantaisie, arrangée par Francis Salabert, parut en 1924.

## Adaptation
L'opérette a été portée au cinéma par Claude Autant-Lara en 1933, Ciboulette.

## Discographie
- L'ensemble choral Jean Laforge, l'orchestre philharmonique de Monte-Carlo, dirigés par Cyril Diederich, avec Mady Mesplé (Ciboulette), José van Dam (Duparquet), Nicolaï Gedda (Antonin), Colette Alliot-Lugaz (Zénobie/La Comtesse de Castiglione), François Le Roux (Roger), Laurence Badie. EMI, 1983.